# Liste der Kalifen
Der Kalif (arabisch خليفة Chalifa, DMG ḫalīfa ‚Nachfolger‘) ist nach dem islamischen Glauben der Nachfolger des Propheten Mohammed, der mit der religiösen und politischen Führung der islamischen Gemeinde, der Umma, betraut ist (siehe Kalifat).
Bei den unten aufgeführten Kalifen handelt es sich zunächst um jene, die – in ihrer kontinuierlichen, traditionellen Abfolge von 632 bis 1924 – von der großen Mehrheit der Sunniten anerkannt wurden. Es folgt eine Auswahl wichtiger Dynastien, deren Herrscher sich im Laufe der Geschichte und in unterschiedlichen Teilen der islamischen Welt zu „Gegenkalifen“ erhoben und das etablierte Kalifat so teilweise recht erfolgreich herausforderten, wenngleich ihre Anerkennung stets regional begrenzt war. Die Schiiten haben je nach Richtung andere Reihen von Imam-Kalifen, die zum Teil bis heute „herrschen“. Die wenigen übrig gebliebenen Charidschiten haben zum Teil Imame, die auch die Rolle von Kalifen haben.

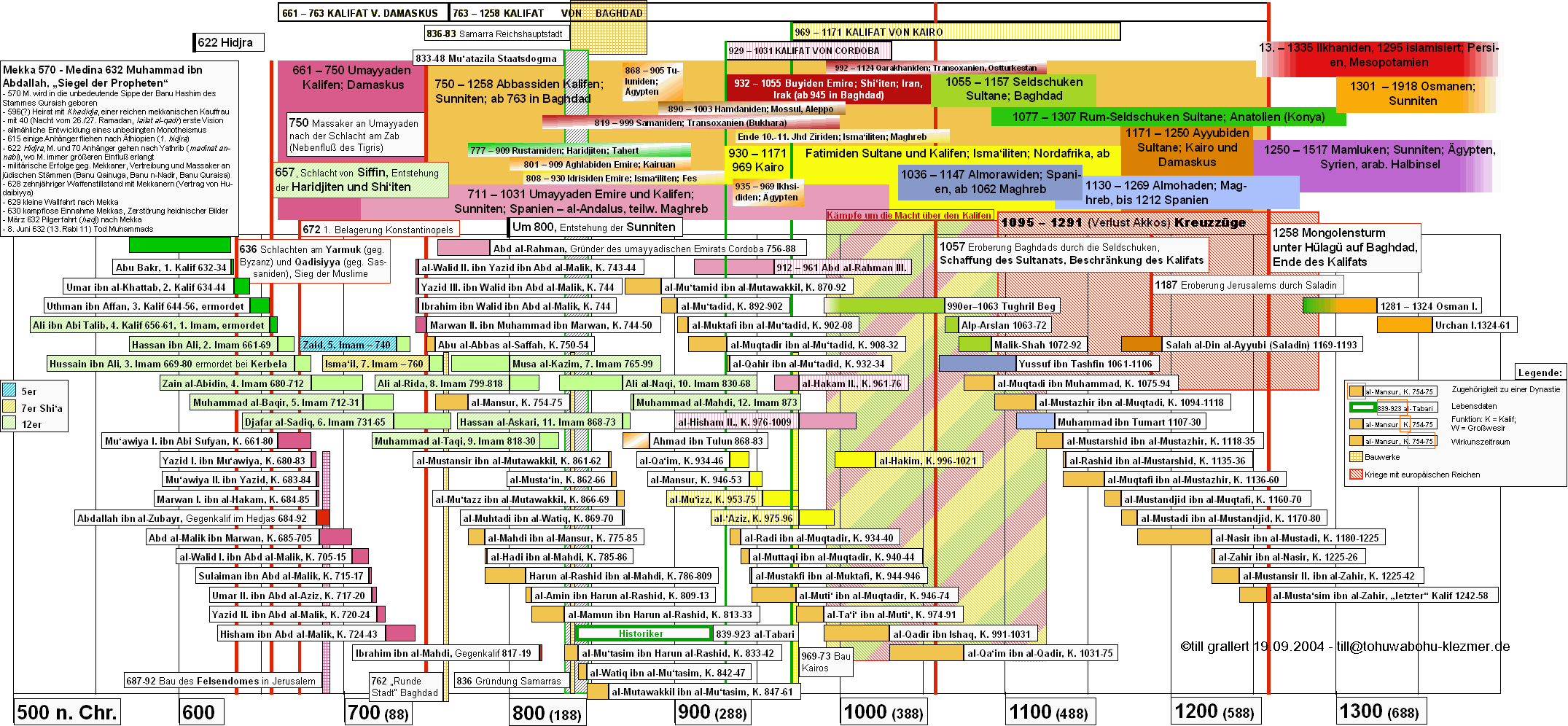
Historiogramm zur Abfolge der Kalifen bis 1300

## Die vier „Rechtgeleiteten Kalifen“ (al-chulafa ar-raschidun)
- ʿAbdallāh Abu Bakr, Schwiegervater Mohammeds (632–634), bekannt als Abu Bakr
- ʿUmar ibn al-Chattāb, Schwiegervater Mohammeds (634–644), bekannt als Omar
- ʿUthmān ibn ʿAffān, Schwiegersohn Mohammeds (644–656), bekannt als Osman
- ʿAlī ibn Abī Tālib, Schwiegersohn und Vetter Mohammeds (656–661), bekannt als Ali

## Kalifendynastien

### Kalifen der sunnitischen Mehrheit

#### Die Umayyaden von Damaskus
Unter den Umayyaden, welche von Damaskus aus über ein Weltreich herrschten, wurde das Amt des Kalifen erblich.
- Muʿāwiya I. (661–680)
- Yazid I. (680–683)
- Muʿāwiya II. (683–684)
- Marwan I. (684–685)
- Abd al-Malik (685–705)
- al-Walid I. (705–715)
- Sulayman (715–717)
- Umar Ibn Abd al-Aziz (717–720)
- Yazid II. (720–724)
- Hischam (724–743)
- al-Walid II. (743–744)
- Yazid III. (744)
- Ibrahim (744)
- Marwan II. (744–750)

#### Die Abbasiden
Nach dem blutigen Sturz der Umayyaden von Damaskus gründeten die Abbasiden die zweite Kalifendynastie.

##### Abbasiden von Bagdad
Die Hauptstadt des Abbasidenkalifats war zunächst über lange Zeit die blühende Tigrismetropole Bagdad.
- Abu l-Abbas as-Saffah (749–754)
- al-Mansur (754–775)
- al-Mahdi (775–785)
- al-Hadi (785–786)
- Harun ar-Raschid (786–809)
- al-Amin (809–813)
- al-Ma'mun (813–833)
- al-Mutasim (833–842)
- al-Wathiq (842–847)
- al-Mutawakkil (847–861)
- al-Muntasir (861–862)
- al-Mustain (862–866)
- al-Mutazz (866–869)
- al-Muhtadi (869–870)
- al-Mutamid (870–892)
- al-Mutadid (892–902)
- al-Muktafi (902–908)
- al-Muktadir (908–932)
- al-Qahir (932–934)
- ar-Radi (934–940)
- al-Muttaqi (940–944)
- al-Mustakfi (944–946)
- al-Muti (946–974)
- at-Tā'iʿ (974–991)
- al-Qadir (991–1031)
- al-Qaim (1031–1075)
- al-Muqtadi (1075–1094)
- al-Mustazhir (1094–1118)
- al-Mustarschid (1118–1135)
- al-Raschid (1135–1136)
- al-Muqtafi (1136–1160)
- al-Mustandschid (1160–1170)
- al-Mustadi (1170–1180)
- an-Nasir (1180–1225)
- az-Zahir (1225–1226)
- al-Mustansir I. (1226–1242)
- al-Mustasim (1242–1258)

##### Abbasiden von Kairo
Nach der Eroberung Bagdads durch die Mongolen kam es unter den ägyptischen Mamlukensultanen zu einer Restauration des Abbasidenkalifats in Kairo.
- Al-Mustansir II. (1261), Sohn des Kalifen az-Zāhir bi-amr Allāh (gestorben 1226)
- Al-Hakim I. (1262–1302), Sohn von Abu Ali al-Hassan, Enkel von Abu Bakr, Urenkel von al-Hasan, Ururenkel von Ali, einem Sohn des Kalifen Al-Mustarschid (gestorben 1135)
- Al-Mustakfi I. (1302–1340), Sohn von Al-Hakim I.
- Al-Wathiq I. (1340–1341), Sohn von Ahmad, eines Sohnes von Al-Hakim I.
- Al-Hakim II. (1341–1352), Sohn von Al-Mustakfi I.
- Al-Mu'tadid I. (1352–1362), Sohn von Al-Mustakfi I.
- Al-Mutawakkil I. (1362–1377), Sohn von Al-Mu’tadid I.
- Al-Mu'tasim (1377), Sohn von Al-Wathiq I.
- Al-Mutawakkil I. (erneut) (1377–1383)
- Al-Wathiq II. (1383–1386), Sohn von Al-Wathiq I.
- Al-Mu'tasim (erneut)(1386–1389)
- Al-Mutawakkil I. (3. Mal) (1389–1406)
- Al-Musta'in (1406–1414), Sohn von Al-Mutawakkil I.
- Al-Mu'tadid II. (1414–1441), Sohn von Al-Mutawakkil I.
- Al-Mustakfi II. (1441–1451), Sohn von Al-Mutawakkil I.
- Al-Qa'im (1451–1455), Sohn von Al-Mutawakkil I.
- Al-Mustanjid (1455–1479), Sohn von Al-Mutawakkil I.
- Al-Mutawakkil II. (1479–1497), Sohn von Al-Musta‘in
- Al-Mustamsik (1497–1508), Sohn von Al-Mutawakkil II.
- Al-Mutawakkil III. (1509–1516), Sohn von Al-Mustamsik
- Al-Mustamsik (erneut) (1516–1517)
- Al-Mutawakkil III. (erneut) (1517)

#### Die Osmanen
Der Friede von Küçük Kaynarca „erinnerte“ Abdülhamid I. 1774 daran, dass sein Vorfahr Selim I. seit der Eroberung Kairos 1517 den Kalifentitel angenommen habe. Dadurch konnten die osmanischen Sultane formal weiterhin religiöses Oberhaupt der Muslime auf der Krim bleiben, während Russland Schutzmacht der orthodoxen Christen im Osmanischen Reich wurde.
- Abdülhamid I. (1774–1789)
- Selim III. (1789–1807)
- Mustafa IV. (1807–1808)
- Mahmud II. (1808–1839)
- Abdülmecid I. (1839–1861)
- Abdülaziz (1861–1876)
- Murad V. (1876)
- Abdülhamid II. (1876–1909)
- Mehmed V. (Reşat) (1909–1918)
- Mehmed VI. (Vahdettin) (1918–1922; letzter Kalif, der zugleich Sultan war)
- Abdülmecit II. (1922–1924)

### Andere Kalifendynastien

#### Die Fatimiden
Das wohl erfolgreichste aller Gegenkalifate war das der ismailitischen Fatimiden. Es wurde zeitweilig von Marokko bis Mesopotamien anerkannt und kontrollierte auch die beiden heiligen Stätten Mekka und Medina.
- Ubaidallah al-Mahdi (909–934)
- al-Qa'im (934–946)
- al-Mansur (946–953)
- a-Mu'izz (953–975)
- al-ʿAzīz (975–995)
- al-Hakim (995–1021)
- az-Zahir (1021–1036)
- al-Mustansir (1036–1094)
- al-Mustali (1094–1101)
- al-Amir (1101–1130)
- al-Hafiz (1130–1149)
- az-Zafir (1149–1154)
- al-Faiz (1154–1160)
- al-ʿĀdid (1160–1171)

#### Die Umayyaden von Córdoba
Kurz nach den schiitischen Fatimiden gründeten auch die von den Abbasiden gestürzten Umayyaden von Córdoba ein Gegenkalifat, welches aber nur in al-Andalus und Teilen des Maghrebs anerkannt wurde.
- Abd ar-Rahman III. (912/929–961)
- al-Hakam II. (961–976)
- Hischam II. (976–1009)
- Muhammad II. al-Mahdi (1009)
- Sulaiman al-Mustain (1009–1010)
- Muhammad II. al-Mahdi (1010) erneut
- Hischam II. (1010–1013) erneut
- Sulaiman al-Mustain (1013–1016) erneut
- Ali Ibn Hammud al-Nasir (1016–1018)
- Abd ar-Rahman IV. (1018)
- al-Qasim al-Mamun (1018–1021)
- Yahya al-Mutali (1021–1023)
- Abd ar-Rahman V. (1023–1024)
- Muhammad III. (1024–1025)
- Yahya al-Mutali (1025–1026) erneut
- Hischam III. (1026–1031)

#### Die Almohaden
Das sunnitische Kalifat der berberischen Almohaden wurde im Maghreb und Andalusien anerkannt.
- Abd al-Mumin (1130–1163)
- Abu Yaqub Yusuf I. (1163–1184)
- Yaʿqūb al-Mansūr (1184–1199)
- Muhammad an-Nasir (1199–1213)
- Yusuf II. al-Mustansir (1213–1224)
- Abdallah al-Adil (1224–1227)
- Idris I. al-Mamun (1227–1232)
- Abd al-Wahid II. ar-Rashid (1232–1242)
- Ali Abul-Hasan as-Said (1242–1248)
- Umar al-Mustafiq (1248–1266)
- Abu Dabis (1266–1269)